# Boris Diaw
Boris Babacar Diaw-Riffiod (Cormeilles-en-Parisis, 16 aprile 1982) è un ex cestista francese.
Alto 2,03 m per 113 kg, era un giocatore versatile che poteva ricoprire diversi ruoli in campo.
Boris Diaw è figlio d'arte: sua madre, Élisabeth Riffiod, è ritenuta uno dei migliori centri di tutti i tempi della pallacanestro femminile francese. Suo padre, Issa Diaw, in gioventù fu campione senegalese di salto in alto.

## Carriera
Scelto al primo turno del draft NBA 2003 dagli Atlanta Hawks, Boris Diaw giocò due stagioni nella franchigia della Georgia per essere poi ceduto nell'estate del 2005 ai Phoenix Suns in cambio di Joe Johnson.
Nella stagione 2005-06 Diaw è migliorato notevolmente, al punto da ricevere il NBA Most Improved Player Award, destinato al giocatore che più si è migliorato rispetto alle stagioni precedenti. Si è guadagnato il soprannome di "3D", che è la combinazione del suo numero di casacca e dell'iniziale del suo cognome, ma è anche l'acronimo che letteralmente sta per "tre dimensioni", riferito alla sua capacità di essere un giocatore a tutto tondo. Le sue medie stagionali del 2005-06, su 70 partite giocate, sono 13,4 punti, 6,2 assist, 6,9 rimbalzi, 1,1 stoppate a partita, con percentuali di realizzazione del 52,5% dal campo e 73,4% nei tiri liberi.
Nel dicembre 2008 viene ceduto agli Charlotte Bobcats.
Nell'autunno 2011 gioca per un breve periodo nel JSA Bordeaux Basket (società francese di cui è presidente), in attesa della conclusione del lockout NBA 2011-2012.
Nel marzo 2012 viene tagliato dagli Hornets, e pochi giorni dopo si trasferisce ai San Antonio Spurs. Con i texani, allenati da Gregg Popovich, ha disputato le Finals NBA nel 2013, perse in 7 gare contro i Miami Heat. Ha successivamente vinto il titolo NBA nella stagione 2013-2014 da protagonista, dove è stato il migliore fornitore di assist della serie finale con 29.

## Statistiche

### NBA

#### Regular Season
| Anno       | Squadra           | PG    | PT  | MP   | TC%  | 3P%  | TL%  | RP  | AP  | PRP | SP  | PP   |
| ---------- | ----------------- | ----- | --- | ---- | ---- | ---- | ---- | --- | --- | --- | --- | ---- |
| 2003-2004  | Atlanta Hawks     | 76    | 37  | 25,3 | 44,7 | 23,1 | 60,2 | 4,5 | 2,4 | 0,8 | 0,5 | 4,5  |
| 2004-2005  | Atlanta Hawks     | 66    | 25  | 18,2 | 42,2 | 18,0 | 74,0 | 2,6 | 2,3 | 0,6 | 0,3 | 4,8  |
| 2005-2006  | Phoenix Suns      | 81    | 70  | 35,5 | 52,6 | 26,7 | 73,1 | 6,9 | 6,2 | 0,7 | 1,0 | 13,3 |
| 2006-2007  | Phoenix Suns      | 73    | 59  | 31,1 | 53,8 | 33,3 | 68,3 | 4,3 | 4,8 | 0,4 | 0,5 | 9,7  |
| 2007-2008  | Phoenix Suns      | 82    | 19  | 28,1 | 47,7 | 31,7 | 74,4 | 4,6 | 3,9 | 0,7 | 0,5 | 8,8  |
| 2008-2009  | Phoenix Suns      | 22    | 0   | 24,5 | 56,7 | 35,7 | 69,2 | 3,8 | 2,1 | 0,5 | 0,4 | 8,3  |
| 2008-2009  | Charlotte Bobcats | 59    | 59  | 37,6 | 49,5 | 41,9 | 68,6 | 5,9 | 4,9 | 0,8 | 0,7 | 15,1 |
| 2009-2010  | Charlotte Bobcats | 82    | 82  | 35,4 | 48,3 | 32,0 | 76,9 | 5,2 | 4,0 | 0,7 | 0,7 | 11,3 |
| 2010-2011  | Charlotte Bobcats | 82    | 82  | 33,9 | 49,2 | 34,5 | 68,3 | 5,0 | 4,1 | 0,9 | 0,6 | 11,3 |
| 2011-2012  | Charlotte Bobcats | 37    | 28  | 27,5 | 41,0 | 26,7 | 63,0 | 5,3 | 4,3 | 0,5 | 0,5 | 7,4  |
| 2011-2012  | San Antonio Spurs | 20    | 7   | 20,3 | 58,8 | 61,5 | 62,5 | 4,3 | 2,4 | 0,7 | 0,3 | 4,7  |
| 2012-2013  | San Antonio Spurs | 75    | 20  | 22,8 | 53,9 | 38,5 | 72,3 | 3,4 | 2,4 | 0,7 | 0,4 | 5,8  |
| 2013-2014† | San Antonio Spurs | 79    | 24  | 25,0 | 52,1 | 40,2 | 73,9 | 4,1 | 2,8 | 0,6 | 0,4 | 9,1  |
| 2014-2015  | San Antonio Spurs | 81    | 15  | 24,5 | 46,0 | 32,0 | 77,4 | 4,3 | 2,9 | 0,4 | 0,3 | 8,7  |
| 2015-2016  | San Antonio Spurs | 76    | 4   | 18,2 | 52,7 | 36,2 | 73,7 | 3,1 | 2,3 | 0,3 | 0,3 | 6,4  |
| 2016-2017  | Utah Jazz         | 73    | 33  | 17,6 | 44,6 | 24,7 | 74,3 | 2,2 | 2,3 | 0,2 | 0,1 | 4,6  |
| Carriera   | Carriera          | 1.064 | 564 | 27,0 | 49,3 | 33,6 | 71,7 | 4,4 | 3,5 | 0,6 | 0,5 | 8,6  |

#### Playoffs
| Anno     | Squadra           | PG  | PT | MP   | TC%  | 3P%  | TL%  | RP  | AP  | PRP | SP  | PP   |
| -------- | ----------------- | --- | -- | ---- | ---- | ---- | ---- | --- | --- | --- | --- | ---- |
| 2006     | Phoenix Suns      | 20  | 20 | 39,8 | 52,6 | 42,9 | 76,1 | 6,7 | 5,2 | 0,9 | 1,1 | 18,7 |
| 2007     | Phoenix Suns      | 10  | 0  | 23,5 | 47,5 | 0,0  | 66,7 | 3,2 | 3,0 | 0,7 | 0,2 | 6,6  |
| 2008     | Phoenix Suns      | 5   | 2  | 35,6 | 54,7 | 0,0  | 50,0 | 5,6 | 4,6 | 0,6 | 0,8 | 14,6 |
| 2010     | Charlotte Bobcats | 4   | 4  | 38,0 | 50,0 | 11,1 | 50,0 | 5,0 | 4,0 | 0,3 | 0,8 | 7,5  |
| 2012     | San Antonio Spurs | 14  | 14 | 24,7 | 51,4 | 50,0 | 75,0 | 5,2 | 2,5 | 0,8 | 0,3 | 6,2  |
| 2013     | San Antonio Spurs | 16  | 1  | 17,1 | 44,4 | 38,5 | 85,7 | 2,5 | 1,8 | 0,3 | 0,2 | 4,1  |
| 2014†    | San Antonio Spurs | 23  | 3  | 26,3 | 50,0 | 40,0 | 68,8 | 4,8 | 3,4 | 0,6 | 0,1 | 9,2  |
| 2015     | San Antonio Spurs | 7   | 0  | 28,3 | 47,9 | 22,2 | 69,2 | 6,1 | 3,6 | 0,7 | 0,4 | 11,6 |
| 2016     | San Antonio Spurs | 9   | 0  | 17,7 | 45,7 | 33,3 | 75,0 | 2,1 | 2,3 | 0,2 | 0,4 | 5,2  |
| 2017     | Utah Jazz         | 11  | 9  | 18,5 | 50,0 | 42,9 | 90,0 | 1,9 | 2,0 | 0,6 | 0,4 | 5,7  |
| Carriera | Carriera          | 119 | 53 | 26,4 | 50,4 | 33,6 | 73,6 | 4,4 | 3,2 | 0,6 | 0,4 | 9,2  |

### Eurolega
| Anno      | Squadra         | PG | PT | MP   | TC%  | 3P%  | TL%  | RP  | AP  | PRP | SP  | PP  |
| --------- | --------------- | -- | -- | ---- | ---- | ---- | ---- | --- | --- | --- | --- | --- |
| 2001-2002 | Pau-Lacq-Orthez | 14 | 8  | 21,8 | 50,7 | 37,5 | 52,4 | 2,9 | 1,7 | 0,4 | 0,4 | 6,6 |
| 2002-2003 | Pau-Lacq-Orthez | 12 | 10 | 24,9 | 47,5 | 14,3 | 70,6 | 4,8 | 3,0 | 1,2 | 1,2 | 5,8 |
| Carriera  | Carriera        | 26 | 18 | 23,2 | 49,3 | 26,7 | 60,5 | 3,7 | 2,3 | 0,7 | 0,7 | 6,3 |

### Eurocup
| Anno      | Squadra          | PG | PT | MP   | TC%  | 3P%  | TL%  | RP  | AP  | PRP | SP  | PP   |
| --------- | ---------------- | -- | -- | ---- | ---- | ---- | ---- | --- | --- | --- | --- | ---- |
| 2017-2018 | Metropolitans 92 | 9  | 9  | 28,2 | 59,0 | 50,0 | 67,7 | 7,1 | 4,6 | 0,7 | 0,3 | 11,0 |
| Carriera  | Carriera         | 9  | 9  | 28,2 | 59,0 | 50,0 | 67,7 | 7,1 | 4,6 | 0,7 | 0,3 | 11,0 |

## Palmarès

### Squadra
- Campionato francese: 2

Pau-Orthez: 2000-01, 2002-03
- Campionato NBA: 1

San Antonio Spurs: 2014
- Coppa di Francia: 2

Pau-Orthez: 2002, 2003
- Semaine des As: 1

Pau-Orthez: 2003

### Individuale
- LNB Pro A MVP francese: 1

Pau-Orthez: 2002-03
- Most improved player:1

Phoenix Suns: 2005-06